# Tom Verlaine
Tom Verlaine, rodným jménem Thomas Miller, (13. prosince 1949 Morristown, New Jersey – 28. ledna 2023 New York) byl americký zpěvák a kytarista. Byl frontmanem skupiny Television a mnohokrát spolupracoval se zpěvačkou Patti Smith. Rovněž vydal několik sólových alb.

## Život a kariéra
Narodil se jako Thomas Miller v New Jersey a v šesti letech se s rodinou odstěhoval do Wilmingtonu ve státě Delaware. Zpočátku hrál na klavír, později však přešel k saxofonu a nakonec ke kytaře. Od nízkého věku se rovněž věnoval psaní poezie. Jako teenager se začal přátelit s podobně zaměřeným Richardem Hellem. Společně se usadili v New Yorku. Zde si zvolil svůj pseudonym jako odkaz na francouzského básníka Paula Verlaina. Později prohlásil, že v té době jeho dílo nečetl a pouze se mu líbilo, jak jeho příjmení znělo. V první polovině sedmdesátých let hrál se skupinou Neon Boys, v níž kromě něj a Hella hrál ještě bubeník Billy Ficca. Trio v roce 1973 přibralo druhého kytaristu Richarda Lloyda a začalo vystupovat pod názvem Television. Hell však kapelu záhy opustil. Kapela se rozpadla v roce 1978, následně krátce vystupovala v letech 1991 až 1993. Od roku 2001 byl opět aktivní. Po prvním rozpadu kapely začal vydávat sólová alba, kterých do roku 2006, kdy vyšlo poslední, vydal celkem deset. Spolupracoval rovněž se zpěvačkou Patti Smith; podílel se na jejích albech Horses (1975), Easter (1978), Gone Again (1996) a Banga (2012). Rovněž ji doprovázel při různých koncertech a vystupoval ve videoklipu k písni „Summer Cannibals“. V roce 1994 složil hudbu k filmu Láska a pětačtyřicítka. Roku 1997 produkoval nahrávky Jeffa Buckleyho, který však v té době zemřel. Časopis Rolling Stone jej ve svém žebříčku 100 nejlepších kytaristů všech dob z roku 2003 umístil na 56. místo. V upravené verzi z roku 2011 pak až na 90.

## Sólová diskografie
- Tom Verlaine (1979)
- Dreamtime (1981)
- Words from the Front (1982)
- Cover (1984)
- Flash Light (1987)
- The Wonder (1990)
- Warm and Cool (1992)
- The Miller's Tale: A Tom Verlaine Anthology (1996)
- Around (2006)
- Songs and Other Things (2006)